# Acer Nethercott
Acer Gary Nethercott (Newmarket, 28 novembre 1977 – 27 gennaio 2013) è stato un canottiere britannico, vincitore della medaglia d'argento nell'8 con a Pechino 2008, nel ruolo di timoniere.
È morto nel 2013 all'età di 35 anni, a seguito di un tumore cerebrale.

## Palmarès
- Olimpiadi

Pechino 2008: argento nell'8 con.
- Campionati del mondo di canottaggio

2007 - Monaco di Baviera: bronzo nell'8 con.